# To Love and Die in Dixie
To Love and Die in Dixie («Полюбить и умереть в Дикси») — двенадцатая серия третьего сезона мультсериала «Гриффины». Премьерный показ состоялся 15 ноября 2001 года на канале FOX. В России премьерный показ состоялся 13 августа 2002 года на канале Рен-ТВ.

## Сюжет
Крис устраивается разносчиком газет, чтобы купить подарок на день рождения девочке, которая ему нравится. В магазине он становится свидетелем ограбления и у него крадут велосипед. В полицейском участке Крис даёт свидетельские показания и указывает на грабителя. Вскоре появляется Питер и даёт бандиту (не зная, кто он такой) портрет Криса, его школьное расписание и даже список его страхов (picture of Chris with a list of his school schedules and his greatest fears).
Грабитель (Убийца СМИ) сбегает из-под стражи. Он знает, где искать Криса, и клянётся отомстить ему, поэтому семья Гриффинов попадает под Программу Защиты Свидетелей (англ. United States Federal Witness Protection Program), из-за чего и переселяется в крохотный городок Бамблскам (Bumblescum) в далёких южных штатах. В Бамблскаме Питер становится шерифом, а Брайан — его заместителем; Стьюи вступает в «провинциальный ансамбль» (hillbilly jug band); Мег становится популярной среди новых одноклассников; а Крис знакомится с девушкой по имени Сэм (поначалу Крис уверен, что Сэм — мальчик).
Питер вместе с семьёй смотрит реконструкцию Гражданской войны (англ. American Civil War reenactment). В этой постановке побеждают «южане», а не «северяне». Питер вмешивается в реконструкцию и пытается убедить всех в неправильности постановки, забыв о том, что на Юге «северян» недолюбливают. За это отец Сэм запрещает ей дружить с Крисом, а ветераны войны устраивают за Питером погоню.
Сэм целует Криса и тот полагает, что Сэм — гей. Крис колеблется, не стать ли ему в таком случае самому гомосексуалом, но чуть позже он говорит Сэм, что «любит его только как друга». Чуть позже они идут купаться, где и выясняется, что Сэм — девочка. Так как у Криса не ладятся отношения с противоположным полом (это видно в начале эпизода), он начинает неуютно себя чувствовать рядом с подругой, на что та советует ему относиться к ней так же, как он относился к ней, когда думал, что она — мальчик.
Убийца выслеживает Криса (потому что ФБР не сказало ему, где сейчас находится Крис, но сказало, где находится Мег), но его застреливает отец Сэм.
Горожане готовы простить Питера за принесённые городу оскорбления, но так как бандита больше нет, Гриффины возвращаются в Куахог. Крис с грустью расстаётся с Сэм.
Вернувшись, на своём автоответчике Гриффины обнаруживают 113 сообщений от соседа Герберта, который разыскивает Криса.

## Создание
Автор сценария: Стив Кэллахан.
Режиссёр: Дэн Повенмайр.
Приглашённые знаменитости: Вэйлон Дженнингс и Дакота Фэннинг (в роли Сэм).